# Cristiane Brasil
Cristiane Brasil Francisco (Petrópolis, 21 de dezembro de 1973) é uma advogada e política brasileira que era filiada ao PTB. Ex-deputada federal, foi nomeada Ministra do Trabalho do Brasil pelo presidente Michel Temer no início de 2018, mas teve a sua posse suspensa pela Justiça Federal.
É filha do ex-deputado federal Roberto Jefferson, cassado por sua participação no escândalo do Mensalão, do qual foi delator.

## Vida pessoal e formação
Nascida em Petrópolis, região serrana do estado do Rio de Janeiro, e é filha de Ecila Brasil da Silva Francisco e do político Roberto Jefferson. Formou-se em Direito na Universidade Católica de Petrópolis.

## Carreira política
Em 2001, ganhou um cargo comissionado, como advogada terceirizada pela Marte Engenharia, na Eletronuclear, empresa que administra as usinas nucleares brasileiras, onde permaneceu até 2003. Em seguida, foi nomeada Secretária Extraordinária da Terceira Idade do Município do Rio de Janeiro, pelo prefeito Cesar Maia.
Em 2004, concorreu e foi eleita vereadora da cidade do Rio de janeiro. pela primeira vez. Concorreu novamente em 2008 e em 2012, sendo reeleita em ambas as oportunidades.
Em 2009, assumiu a Secretaria Especial do Envelhecimento Saudável e Qualidade de Vida na cidade do Rio de Janeiro. Como vereadora, Cristiane presidiu a CPI sobre Abrigo Cristo Redentor e a CPI sobre Programa Rio Dignidade, além de ter participado da comissão do idoso.[carece de fontes?]
No período na Câmara Municipal do Rio de Janeiro, criou leis tais como a lei da Política Municipal do Idoso, que criou o Conselho Municipal de Defesa dos Direitos da Pessoa Idosa-COMDEPI e o Fundo Municipal do Idoso. Também são de sua autoria as leis que destinam vagas para idosos nos concursos públicos no Município, a lei que dispõe sobre a criação do Programa Esporte na Terceira Idade e a lei que dispõe sobre a realização de exames oftalmológicos, nos recém-nascidos.[carece de fontes?]
Nas eleições estaduais no Rio de Janeiro em 2014, foi eleita deputada federal com 81.817 votos. São de sua autoria os seguintes projetos de lei:
PL-6488/2016 - Disciplina o repasse de recursos obtidos com royalties e participação especial entre a União e os demais entes federados.
PL-5010/2016 - Altera a Lei nº 12.587, de 3 de janeiro de 2012, tendo em vista aperfeiçoar as diretrizes da Política Nacional de Mobilidade Urbana.
Votou a favor do Processo de impeachment de Dilma Rousseff. Durante o Governo Michel Temer, votou a favor da PEC do Teto dos Gastos Públicos e pela aprovação da terceirização para todas as atividades. Em abril de 2017 foi favorável à Reforma Trabalhista, inclusive em relação à terceirização irrestrita.
Em agosto de 2017, votou a favor do presidente Michel Temer, no processo em que se pedia abertura de investigação e que poderia afastá-lo da Presidência da República. Foi nomeada Ministra do Trabalho em janeiro de 2018, mas a Justiça impediu sua posse.
Nas eleições de 2018, se candidatou novamente ao cargo de Deputada Federal do Rio de Janeiro. Fez 10.002 votos e não conseguiu se reeleger. 

### Ministério do Trabalho
Em 3 de janeiro de 2018, Cristiane Brasil foi nomeada Ministra do Trabalho pelo presidente Michel Temer, após reunião com o o ex-deputado Roberto Jefferson, pai da deputada. O cargo ficou vago após o então ministro Ronaldo Nogueira pedir demissão, em 27 de dezembro de 2017, e voltar à Câmara.

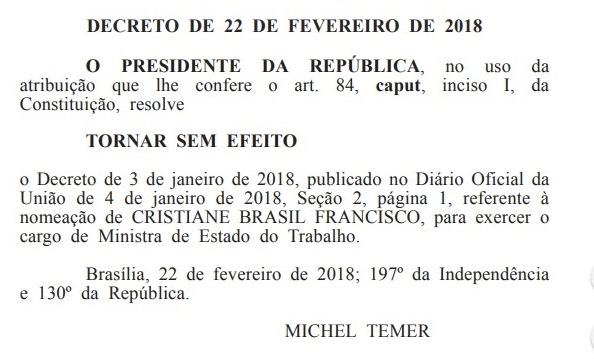
Decreto de 22 de fevereiro de 2018 que anula a nomeação de Cristiane Brasil para o Ministério do Trabalho.

Cristiane foi condenada pela Justiça do Trabalho por não pagar um antigo funcionário que era seu motorista e trabalhava 15 horas por dia. Por isso, após sua nomeação pelo Presidente Michel Temer, o Movimento dos Advogados Trabalhistas Independentes impetrou diversas ações na Justiça Federal em que pediu a suspensão liminar da sua nomeação em atenção à moralidade administrativa. Uma delas, processada por um juiz federal da Vara de Niterói, foi acatada, razão pela qual sua posse, inicialmente marcada para 9 de janeiro de 2018, foi adiada. Em meio a essa briga judicial, assessores da presidência sugeriram que o PTB indicasse outra pessoa para o cargo, mas tanto o partido quanto o governo decidiram manter a nomeação de Cristiane até decisão judicial definitiva.
Da decisão, a Advocacia-Geral da União (AGU) recorreu ao Tribunal Regional Federal da 2ª Região (TRF-2) alegando interferência no exercício do Poder Executivo. Porém, diante da negativa de suspensão dos efeitos da liminar, apresentou novo recurso, também rejeitado. A presidência decidiu, então, apelar ao Superior Tribunal de Justiça (STJ). O referido recurso foi aceito pelo tribunal, em decisão do seu vice-presidente, Humberto Martins, que autorizou a posse de Cristiane. No dia seguinte, um grupo de advogados entrou com recurso no Supremo Tribunal Federal (STF) contra a decisão do magistrado. A análise do recurso chegou a ser sorteada para o ministro Gilmar Mendes, mas, em seguida, a Secretaria Judiciária do Supremo informou que tal recurso deveria ser julgado pela presidente do STF, a ministra Cármen Lúcia. Em 22 de janeiro, Cármen Lúcia decidiu impedir, ao menos temporariamente, que a deputada assumisse a titularidade da pasta.
Em 29 de janeiro, foi publicado um vídeo da deputada, num barco em meio a quatro amigos sem camisa, defendendo-se das acusações nos processos nos quais é ré na Justiça do Trabalho. O vídeo causou uma grande repercussão negativa nas redes sociais, não agradou o Planalto e chegou a ser repreendido pelo próprio pai, o ex-deputado condenado Roberto Jefferson.
Em 3 de fevereiro foi divulgado que Cristiane Brasil estaria sendo investigada por associação ao tráfico. A investigação refere-se às eleições de 2010 quando ela e seu cunhado teriam dado dinheiro a traficantes em troca de exclusividade de acesso ao bairro de Cavalcanti.
Em 20 de fevereiro, o PTB anunciou a desistência da indicação de Cristiane para o ministério do Trabalho e em 23 de fevereiro o Diário Oficial da União publica o decreto de anulação da nomeação de Cristiane Brasil para o Ministério do Trabalho.

### Volta de cargo político
Em 16 de outubro de 2024, a Justiça do Rio de Janeiro decidiu liberar Cristiane, que era investigada supostos desvios em contratos de assistência social no mesmo estado na Operação Catarata, para voltar a exercer função pública.